# المعهد العالي للبيوتكنولوجيا بباجة
المعهد العالي للبيوتكنولوجيا بباجة هو معهد عالٍ لتدريس البيوتكنولوجيا بمدينة باجة تابع لجامعة جندوبة .

## شهادات المعهد
- الإجازة التطبيقية في البيوتكنولوجيا
- الإجازة التطبيقية في حماية المحيط
- ماجستير مهني في البيوتكنولوجيا وتثمين الموارد الحيوانية والنباتية

## روابط خارجية
- الموقع الرسمي.